# Borrala webbi
Borrala webbi là một loài nhện trong họ Stiphidiidae.
Loài này thuộc chi Borrala. Borrala webbi được M.R. Gray & H. M. Smith miêu tả năm 2004.